# Nonsuch Park
Nonsuch Park är en park i Storbritannien.   Den ligger i grevskapet Surrey och riksdelen England, i den södra delen av landet, 18 km söder om huvudstaden London.